# Schizocosa ehni
Schizocosa ehni är en spindelart som först beskrevs av Roger de Lessert 1933.  Schizocosa ehni ingår i släktet Schizocosa och familjen vargspindlar.
Artens utbredningsområde är Angola. Inga underarter finns listade i Catalogue of Life.